# Вежновец, Марина Валерьевна
Мари́на Вале́рьевна Вежнове́ц (род. 4 октября 1978, Минск) — белорусская балерина, ведущий мастер сцены Большого театра оперы и балета Республики Беларусь, Заслуженная артистка Республики Беларусь (2014).

## Биография
В детстве занималась художественной гимнастикой, имеет звание кандидат в мастера спорта. Позже Марина Вежновец увлеклась балетом и поступила в Белорусский государственный хореографический колледж, который успешно окончила. До 8 класса совмещала занятия в обеих сферах, затем сделала выбор в пользу балета.
В 1997 году окончила колледж (класс народной артистки Беларуси Ирины Савельевой) и была принята в труппу Национального академического Большого театра оперы и балета Республики Беларусь. Танцевала на его сцене в 1997—2008 годах. Первой партией Марины стала партия Китри в спектакле «Дон Кихот».
Преподавателем Марины Вежновец стала народная артистка Беларуси Людмила Бржозовская, которая отзывалась о ней как об очень красивой балерине и достойной артистке.
10 октября 2008 года вышла замуж за партнёра по труппе Юрия Ковалёва.
В 2008—2009 годах являлась солисткой труппы Санкт-Петербургского театра балета Константина Тачкина (SPBT) и выступала с ним в Париже на престижной сцене Театра Елисейских Полей, замечательно исполнив партию Гамзатти в балете «Баядерка» (её сценический партнёр Юрий Ковалёв успешно станцевал в нём партию Солора), в Лондоне (Лондонский Колизей), в Испании. Во время работы в театре педагогом Марины (и её супруга) была народная артистка России Любовь Кунакова (в прошлом звезда Мариинского театра, сегодня один из лучших женских педагогов — репетиторов в мире).
Кроме этого выступала (в том числе в составе белорусского театра оперы и балета) в Польше, Нидерландов, Египта, Китае, Южной Корее, Мексике, Японии и др. странах.
С 2009 года вновь в труппе Национального академического Большого театра оперы и балета Республики Беларусь.
В 2012 году окончила Академию русского балета имени А. Я. Вагановой в Санкт-Петербурге (педагогическое отделение).

## Творческий вечер (2011)
5 апреля 2011 года в Национальном академическом Большом театре оперы и балета состоялся творческий вечер Марины Вежновец и Юрия Ковалёва. Помимо партий, которые дуэт танцует на сцене белорусского театра, были показаны номера с современной хореографией. В концертной программе были представлены классика и современная хореография в их исполнении (2-й акт балета «Жизель» А.Адана, вариации из балетов «Лебединое озеро» П.Чайковского, «Шехеразада» Н. А. Римского-Корсакова, «Спартак» А.Хачатуряна, «Баядерка» и «Дон Кихот» Л.Минкуса, «Спящая красавица» П.Чайковского, одноактный балет «Болеро» М.Равеля, а также хореографические номера в постановке Елены Кузьминой на музыку современных композиторов.
В вечере приняли участие приглашенные артисты: звёзды балета Санкт-Петербурга — премьер Мариинского театра, заслуженный артист России Игорь Колб, солистка Государственного академического театра балета под руководством Бориса Эйфмана, заслуженная артистка России Елена Кузьмина, прима-балерина Санкт-Петербургского театра балета Константина Тачкина, лауреат международных конкурсов Ирина Колесникова. В программе вечера было заявлено несколько современных номеров, которые дуэт подготовил с Еленой Кузьминой (одним из самых модных хореографов Петербурга, заслуженной артисткой России, ведущей танцовщицей театра Бориса Эйфмана).
Галерея творческого вечера (2011)

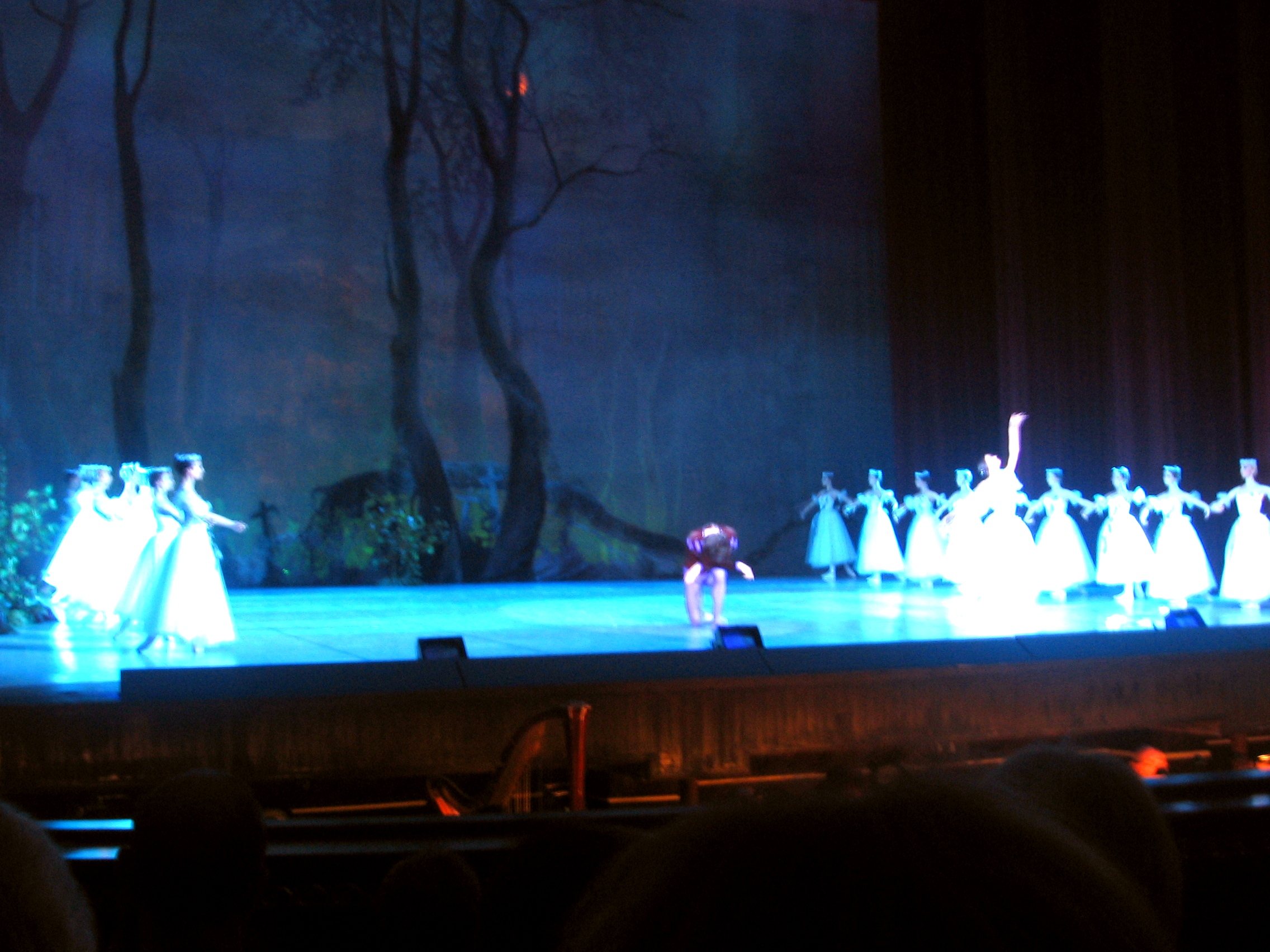
«Жизель»
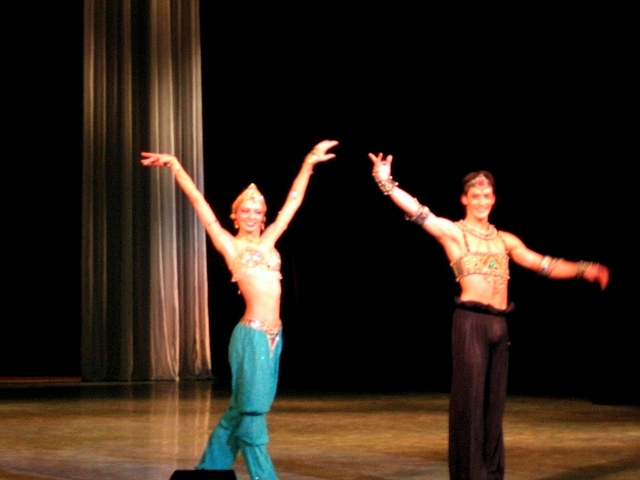
«Шехеразада» (М.Вежновец и Ю.Ковалёв)
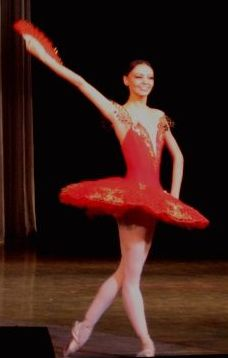
В роли Китри, «Дон Кихот»
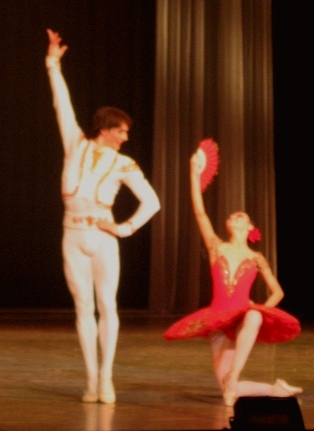
«Дон Кихот» (М.Вежновец и Ю.Ковалёв)
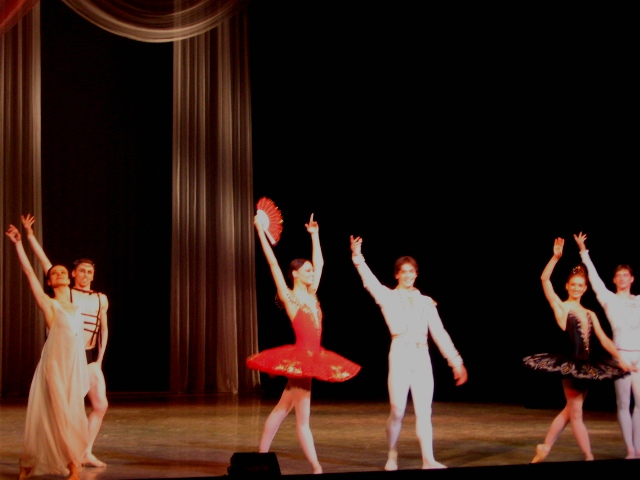
С друзьями, звёздами балета из Санкт-Петербурга
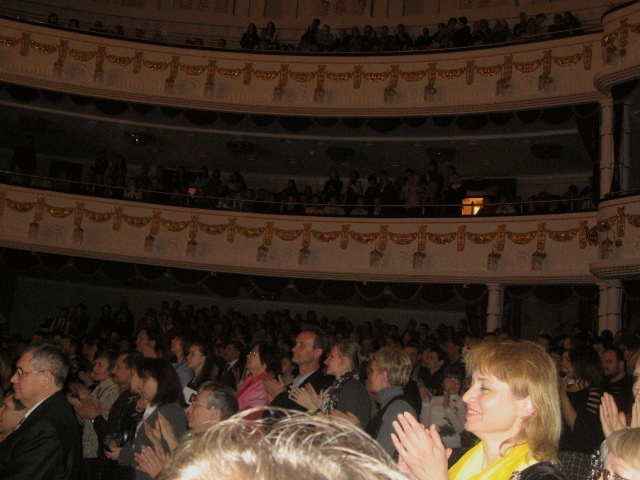
Весь зал аплодировал стоя
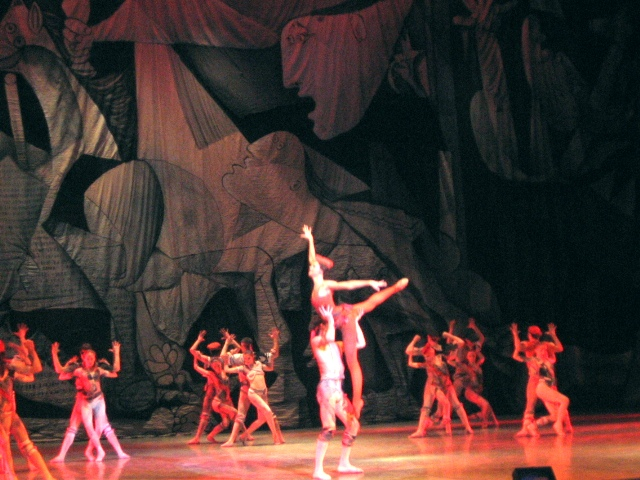
«Болеро»
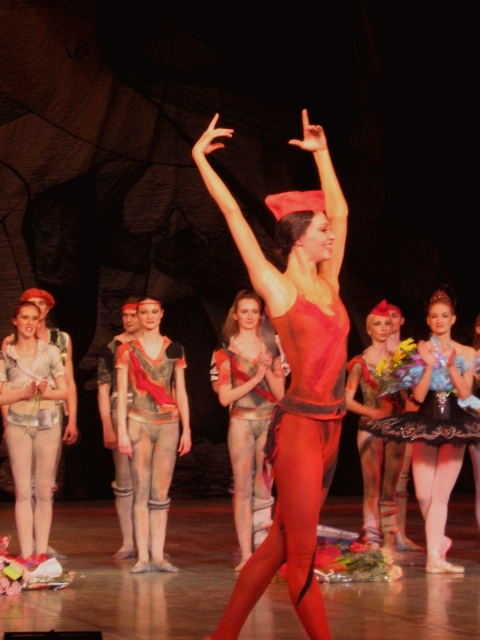
«Болеро»
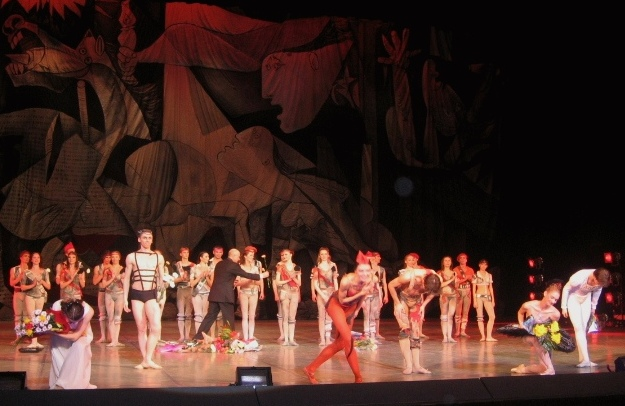
Поклон благодарным зрителям, цветы и поздравления
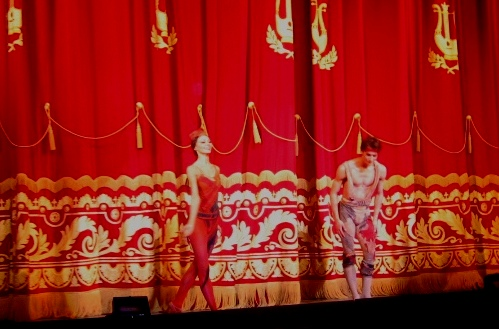
Прощание со зрителями

## Балетная школа Вежновец
В 2012 году родные сёстры Марина и Алёна Вежновец открыли частную балетную школу. Цель занятий школы является развитие у детей внешних и артистических данных, корректировка фигуры, обучение танцу (классическому и танцу-модерн). Кроме этого школа занимается подготовкой детей к профессиональным балетным конкурсам и к поступлению в хореографические школы. Балетная школа Вежновец основана в классических традициях балетного искусства и на личном опыте самой Марины Вежновец. Воспитанники школы Вежновец выступают с балетными постановками на сценах Белгосфилармонии, Белорусского государственного академического музыкального театра, в том числе при участии знаменитых артистов Национального Академического Большого театра оперы и балета Республики Беларусь и звёзд мирового уровня — артистов Мариинского театра (Санкт-Петербург). Среди известных воспитанников — Юркевич Анастасия, лауреат 2 степени Международного конкурса-фестиваля детского и молодёжного творчества «БАЛтийское соЗВЕЗДие — 2013», Санкт-Петербург (классический танец (соло), категория 10-12 лет).

## Награды
В соответствии с Указом Президента Республики Беларусь от 23.11.2011 № 535 за выдающиеся творческие достижения, высокое профессиональное мастерство и заслуги в развитии национальной культуры и искусства Марина Вежновец награждена медалью Франциска Скорины.
4 августа 2014 года, за высокое профессиональное мастерство и выдающиеся достижения в развитии культуры, артистка Большого театра Беларуси Марина Вежновец Указом Президента Республики Беларусь удостоена звания «Заслуженная артистка Республики Беларусь».

## Зрители и пресса о Марине Вежновец
Марина Вежновец — настоящая прима и просто красавица — глаз не оторвать.
— Национальный академический Большой театр оперы и балета (Отзывы)

Одна из самых ярких балерин в труппе Большого театра балета РБ
— Журнал «Zебра Plus» № 3(16)

Марина Вежновец — балерина вдумчивая и проникновенная, страстная и нежная — привнесла на сцену динамику современной жизни…
— Газета «Минский курьер» (16.05.2008)

## Репертуар Марины Вежновец
В её репертуаре:
- «Бахчисарайский фонтан» (Зарема),
- «Баядерка» (Никия и Гамзатти),
- «Болеро»,

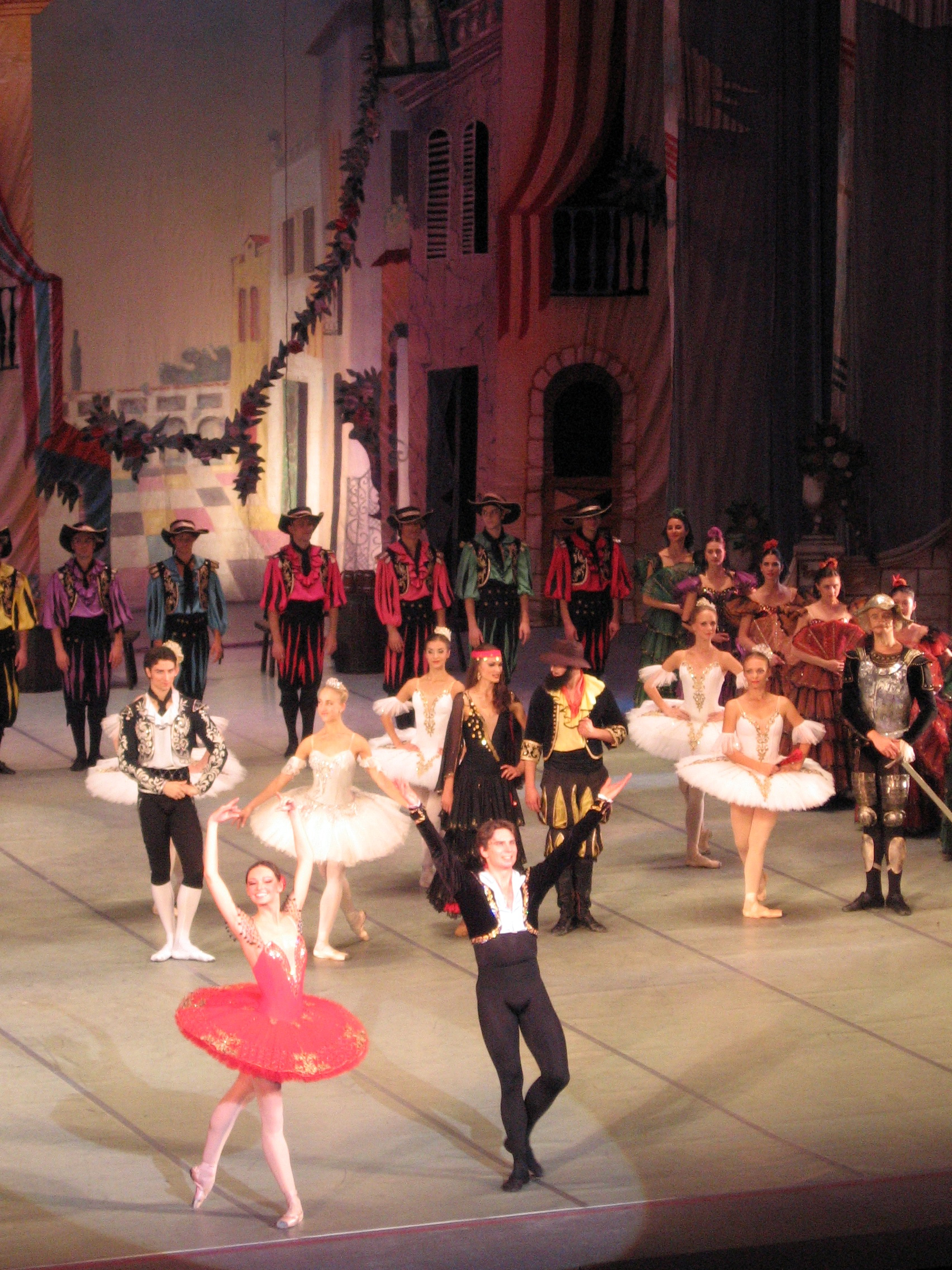
М. Вежновец в роли Китри, балет «Дон Кихот» (25.09.2011, Белорусский театр оперы и балета)

- «Дон Кихот» (Китри, Дульцинея и Мерседес),
- «Жизель» (Жизель и Мирта),
- «Кармен-сюита» (Кармен),
- «Кармина Бурана» (Блудница),
- «Корсар» (Медора),
- «Лебединое озеро» (Одетта — Одиллия),
- «Макбет» (Леди Макбет),
- «Спящая красавица» (Аврора и Фея сирени),
- «Страсти» (Рогнеда и Анна Багрянородная),
- «Шехеразада» (Зобеида),
- «Щелкунчик» (персидский танец),
- «Эсмеральда» (Эсмеральда)[21].

## Отображение в искусстве
В 2013 году художница Оксана Аракчеева написала портрет Марины Вежновец к юбилейному сезону Большого театра, в рамках цикла портретов ведущих солистов белорусского балета. Портретные наброски Марины Вежновец художница делала в Несвиже, где в то время выступала балерина. Балерина представлена в образе девушки из балета «Болеро».